# Makawhio River / Jacobs River

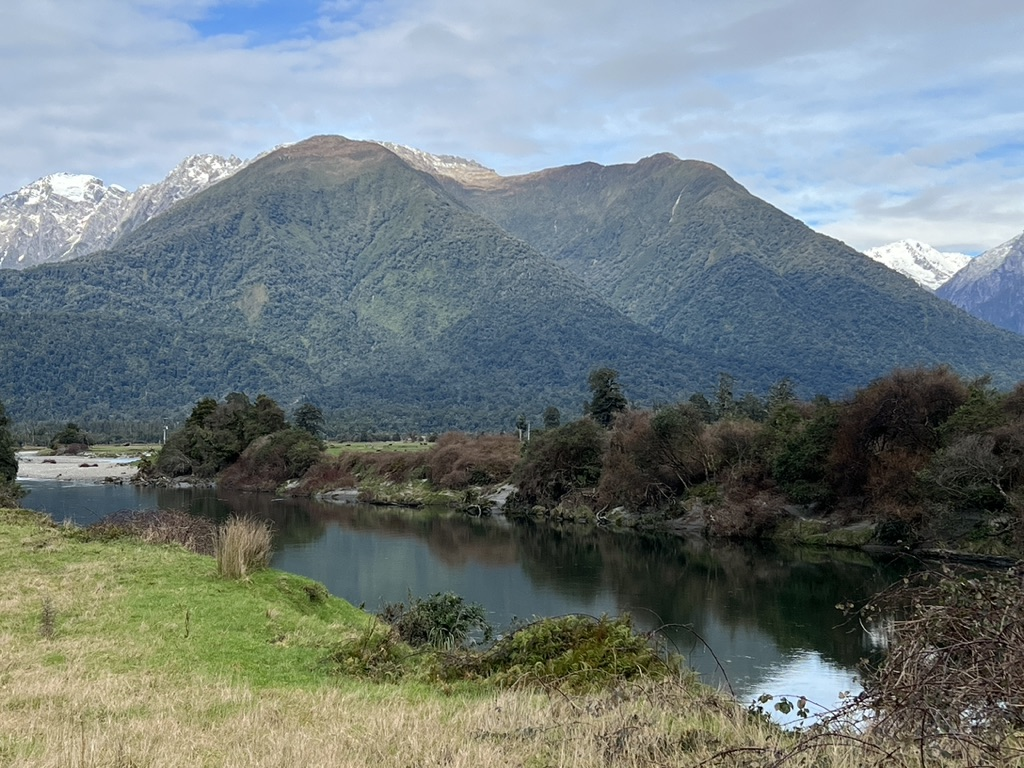
Abschnitt des Jacobs River in South Westland, Neu Zeeland

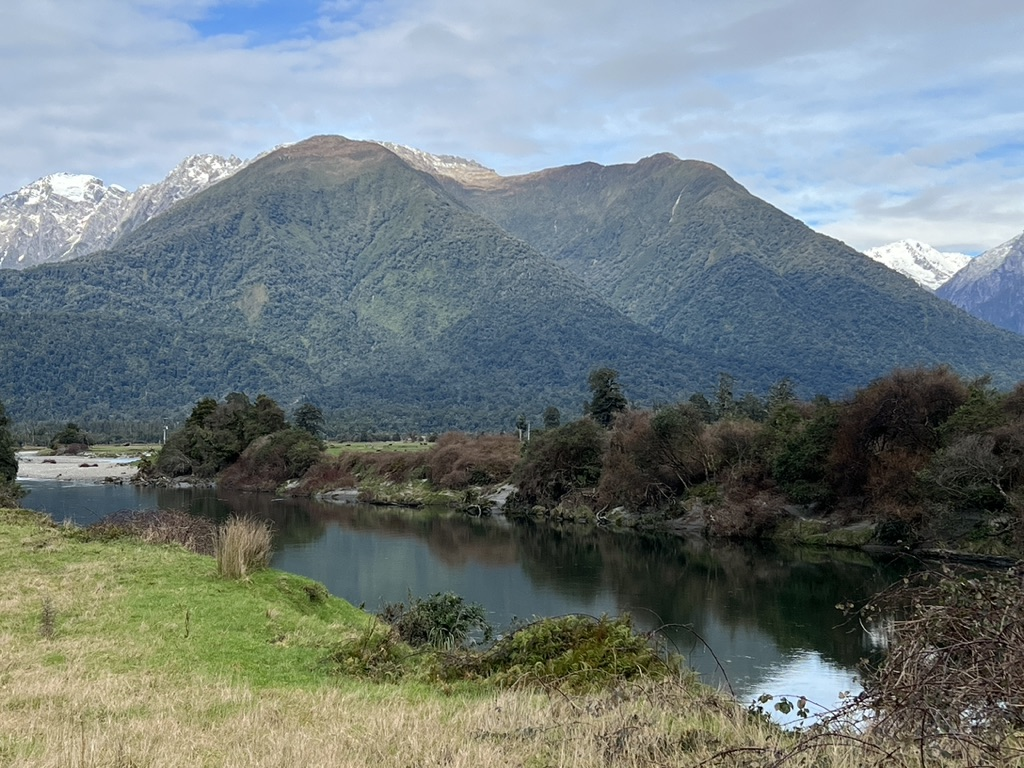
Kleine Abschnitt des "Jacobs River" in Neu Zeeland

Der Makawhio River / Jacobs River, früher schlicht als Jacobs River bekannt, ist ein Fluss in der Region West Coast auf der Südinsel von Neuseeland.

## Geographie
Der Makawhio River / Jacobs River entspringt an der Nordnordostseite der Bergkette der Bannock Brae Range und rund 350 m nordnordwestlich des 2451 m hohen Fettes Peak. Von seinem Quellgebiet aus fließt der Makawhio River / Jacobs River durch das Tal zwischen der Bannock Brae Range im Südwesten und der Bare Rocky Range im Nordosten in nordwestliche Richtung, um dann rund 12 km vor seiner Mündung in die Tasmansee für rund 8 km eine nördliche Richtung einzuschlagen und dann für den Rest seines Weges nach Westnordwesten umzuschwenken.
Rund 3,5 km östlich der Mündung des Makawhio River / Jacobs River überquert bei der Farmsiedlung Jacobs River der New Zealand State Highway 6 den Fluss.

## Geschichte
Im Abschnitt 38 des Ngāi Tahu Claims Settlement Act 1998 wird unter dem Titel „Statutory acknowledgement for Makawhio (Jacobs River)“ dem Stamm der Ngāi Tahu zugebilligt, dass das Gebiet des Makawhio River kulturelle, spirituelle und historische Bedeutung hat und ihrem Stamm zuzuordnen ist.